# Walteranthus
Walteranthus is een geslacht uit de familie Gyrostemonaceae. Het geslacht telt een soort die voorkomt in het westen van West-Australië.

## Soorten
- Walteranthus erectus Keighery